# (36027) 1999 NZ55
1999 NZ55 (asteroide 36027) é um asteroide da cintura principal. Possui uma excentricidade de 0.12221010 e uma inclinação de 12.28030º.
Este asteroide foi descoberto no dia 12 de julho de 1999 por LINEAR em Socorro.